# Setantops lepidops
Setantops lepidops är en stekelart som beskrevs av Heinrich 1968. Setantops lepidops ingår i släktet Setantops och familjen brokparasitsteklar. Inga underarter finns listade i Catalogue of Life.